# Faf de Klerk
François „Faf“ de Klerk (geboren am 19. Oktober 1991 in Nelspruit) ist ein südafrikanischer Rugby-Union-Spieler auf der Position des Gedrängehalb. Er begann seine Profi-Karriere 2012 bei den Pumas aus Mpumalanga sowie den Lions im Super Rugby. Ab 2016 spielte de Klerk für die Golden Lions in Johannesburg, von wo er 2017 zu den Sale Sharks nach England wechselte. 2016 wurde er erstmals in die Nationalmannschaft Südafrikas berufen, wo er sich zu einem wichtigen Spieler entwickelte. Bei der Rugby-Union-Weltmeisterschaft 2019 wurde er im Viertelfinale gegen Japan zum „Player of the Match“ ernannt und gewann mit seiner Mannschaft das Finale und somit nach 1995 und 2007 Südafrikas dritten Weltmeistertitel. Im Anschluss an die Premiership Saison 2021/22 wechselte de Klerk in die Japan Rugby League One zu den Yokohama Canon Eagles. Bei der WM 2023 in Frankreich errang er mit Südafrika seinen zweiten Weltmeistertitel.